# 庫羅茲瓦尼
50°34′11″N 26°44′35″E / 50.56972°N 26.74306°E
庫羅茲瓦尼（烏克蘭語：Курозвани）是位於烏克蘭西北部里夫內州裏里夫內區的村莊，始建於1545年，面積3.9平方公里，海拔高度195米，2025年人口995，人口密度每平方公里314.8人。